# Anestesia peridurale
L'anestesia epidurale (o peridurale) è una modalità di anestesia loco-regionale che prevede la somministrazione di farmaci anestetici in prossimità del nevrasse, attraverso un ago e/o un catetere posizionato nello spazio epidurale.
Lo spazio epidurale è una zona virtuale di pochi millimetri di spessore (da 3 a 6), compresa tra legamento giallo e dura madre, che si estende per tutta l'estensione della colonna vertebrale.
Il blocco epidurale può essere utilizzato sia a scopo analgesico che a scopo anestetico: la differenza è data dal diverso dosaggio o concentrazione dei farmaci impiegati. Nel primo caso (analgesia) si impiega per l'analgesia in travaglio di parto, per l'analgesia postoperatoria e per il trattamento del dolore cronico (soprattutto di origine neoplastica o ischemica); nel secondo caso (anestesia) si impiega in corso di interventi chirurgici (taglio cesareo, interventi di chirurgia toracica, addominale, vascolare, urologica, ortopedica ed in cardiochirurgia), da solo o come coadiuvante di un'anestesia generale, realizzando la cosiddetta anestesia integrata o blended.

## Storia
La prima registrazione di un'iniezione epidurale risale al 1885, quando il neurologo americano James Leonard Corning a Morristown usò la tecnica per eseguire un blocco neuroassiale: Corning inavvertitamente iniettò 111 mg di cocaina nello spazio epidurale di un volontario maschio sano, sebbene all'epoca credesse di iniettarla nello spazio subaracnoideo nelle sue sperimentazioni per l'anestesia subaracnoidea.
In seguito, nel 1901 Fernand Cathelin riferì per la prima volta di aver bloccato intenzionalmente i nervi sacrali e coccigei inferiori attraverso lo spazio epidurale, iniettando anestetico locale attraverso lo iato sacrale.
Lo spagnolo Fidel Pagés, un chirurgo militare spagnolo, nel 1921 sviluppò la tecnica dell'anestesia epidurale lombare "a colpo singolo", successivamente resa popolare dal chirurgo italiano Achille Mario Dogliotti, chirurgo e antesignano della scuola italiana di anestesiologia, che il 18 aprile 1931 pubblicò nel Bollettino della Società Piemontese di Chirurgia (Vol. 1 anno 1931) il lavoro Un promettente metodo di anestesia tronculare in studio: la rachianestesia peridurale segmentaria.
Successivamente, nel 1931 Eugen Aburel descrisse l'uso di un catetere epidurale continuo per alleviare il dolore durante il parto.
La tecnica “della perdita di resistenza” fu descritta per la prima volta da Achille Dogliotti nel 1933; in seguito Alberto Gutiérrez descrisse la tecnica “della goccia sospesa”. Entrambe le tecniche sono ora utilizzate per identificare quando l'ago è stato giunto correttamente nello spazio epidurale.
Nel 1941, Robert Hingson e Waldo Edwards registrarono l'uso dell'anestesia epidurale continua utilizzando un agocannula, ed in seguito descrissero l'uso di un catetere flessibile in una donna in travaglio nel 1942.
Nel 1979 Behar riferì il primo utilizzo di un'epidurale per somministrare oppioidi.

## Esecuzione
La metodica è eseguita in anestesia locale e, di norma, non è dolorosa.
A paziente seduto o in decubito laterale, si introduce nello spazio tra un processo spinoso e l'altro (la scelta del sito di iniezione dipende dalla sede del taglio chirurgico o del dolore), un apposito ago epidurale (il tipo più frequentemente utilizzato è l'ago di Tuohy). L'ago viene fatto avanzare attraverso lo spazio interspinoso fino allo spazio epidurale, che viene identificato grazie alla sua diversa consistenza rispetto al legamento giallo (tecnica della perdita di resistenza) o alla presenza di pressione negativa al suo interno (tecniche della goccia sospesa o del palloncino epidurale).
Una volta raggiunto lo spazio si inietta direttamente l'anestetico e/o si fa passare al suo interno un sottile catetere di materiale plastico morbido, che renderà possibili ripetute somministrazioni di farmaco, senza dover ricorrere a ulteriori punture.

### Complicanze
Sono stati compiuti numerosissimi studi per stabilire l'entità delle complicanze dopo anestesia epidurale. Nel 2009 sul British Journal of Anaesthesia fu pubblicata un'ampia rassegna di 700.000 anestesie centrali, sono emersi i seguenti dati:
- Rischio di danno neurologico permanente: 0,002 - 0,0042%
- Rischio di morte o paraplegia: 0,0007 - 0,0018%

La più bassa incidenza di complicazioni si è avuta in ambito ostetrico. Il lavoro conclude sostenendo che i dati sono rassicuranti e suggeriscono che essa abbia una bassa incidenza di complicanze maggiori, molte delle quali si risolvono entro 6 mesi.

## Controindicazioni
L'uso dell'analgesia epidurale e dell'anestetico è considerato sicuro ed efficace nella maggior parte delle situazioni.
Come ogni pratica invasiva presenta alcune controindicazioni: le principali sono le turbe della coagulazione e la presenza di una grave infezione generalizzata (setticemia, meningite) o locale (infezioni della cute nella zona circostante la puntura).
Infine si deve tener presente la pur eccezionale allergia agli anestetici locali e agli oppiacei, ossia i farmaci di più comune impiego nel blocco epidurale.
In alcuni casi, può essere controindicata nelle persone con piastrinopenia, ipertensione endocranica o diminuzione della gittata cardiaca.
A causa del rischio di progressione della malattia, è anche potenzialmente controindicato nelle persone con malattia neurologica progressiva preesistente.